# Wolfgang Roscher
Wolfgang Roscher (* 29. Mai 1927 in Komotau, Tschechoslowakei; † 19. Februar 2002 in Salzburg) war ein deutscher Musikpädagoge und von 1991 bis 1995 Rektor der Universität Mozarteum in Salzburg.

## Leben und Wirken
Wolfgang Roscher wurde als Sohn des Komponisten und Chormeisters Franz Roscher geboren. Im Zweiten Weltkrieg wurde er zum Kriegsdienst eingezogen und geriet in Kriegsgefangenschaft, was zu einer Unterbrechung seiner Studien (Tonsatz, Klavier und Orgel bei seinem Vater und Michael Komma) führte. Nach einer anschließenden kurzen Tätigkeit als Organist in Stift Tepl studierte er Musik- und Erziehungswissenschaft, Literatur- und Kulturgeschichte, Philosophie und Theologie in Bamberg und an der Universität Erlangen, wo er 1951 zum Dr. phil. promoviert wurde. Zu seinen Lehrern zählten Konrad Lechner (Komposition) und Rudolf Steglich (Musikwissenschaft). Parallel dazu war er als Schulmusiker, Musikkritiker und Kirchenmusiker tätig, so zum Beispiel ab 1949 als Stadtkantor an der Herz-Jesu-Kirche Erlangen. 1955 ging er nach München und schloss dort sein Kompositionsstudium bei Carl Orff ab.
Im Jahr 1960 übernahm Roscher an der Pädagogischen Hochschule Alfeld (später Universität Hildesheim) den Lehrstuhl für Musikerziehung und 1971 die Professur für Musik und Auditive Kommunikation. 1981 wurde er zum ordentlichen Professor für Musikpädagogik am Mozarteum ernannt. Dort war er Gründer und Leiter des Instituts für Integrative Musikpädagogik und Polyästhetische Erziehung. Im Jahr 1982 gründete er die Internationale Gesellschaft für Polyästhetische Erziehung, deren Präsident er war.
Als Mitglied der Europäischen Akademie der Wissenschaften und Künste war er von 1992 bis 1998 Dekan der Klasse der Künste. Zudem war er Mitglied der Benediktinischen Akademie Salzburg.
Wolfgang Roscher war seit 1951 mit der Pianistin und Musikpädagogin Eva Roscher geb. Nagel (1926–2015) verheiratet.

## Auszeichnungen
- 1960: Sudetendeutscher Kulturpreis für Musik[2]
- 1964: Förderpreis des Johann-Wenzel-Stamitz-Preises[2]

## Schriften (Auswahl)
- Musik, Kunst, Kultur als Abenteuer. Beiträge zur sinnlichen und künstlerischen Erfahrung, zur klangszenischen Darstellung, zur musikalischen und gesamtkünstlerischen Bildung. Kassel 1994, ISBN 3-7618-1209-4.
- Sinn und Klang. Philosophisch-theologische Streiflichter auf „Aisthesis“ und „Poiesis“ im Musik, Kultur, Bildung. Anif 1997, ISBN 3-85145-033-7.